# The Termites
The Termites is een jamaicaanse rocksteadygroep van de zangers Lloyd Parks en Wentworth Vernal, opgericht in 1967. Hun eerste album "do the rock steady" opgenomen bij studio one door de platenmagnaat Coxon Dodd. Nadat dit album was uitgebracht namen zij voor de platenmaatschappij dampa één single op die de naam "push it up" draagt. Dit was de laatste single van de band en ze gingen uit elkaar. Lloyd Parks is daarna bassist geworden.
De naam "the termites" was, volgens hemzelf, een idee van Wentworth Vernal. Hij kreeg dit idee toen een piano die hij op het punt stond te bespelen van binnen opgegeten bleek te zijn door termieten.